# Catephia scylla
Catephia scylla är en fjärilsart som beskrevs av Fawcett 1916. Catephia scylla ingår i släktet Catephia och familjen nattflyn. Inga underarter finns listade i Catalogue of Life.